# Tripseuxoa kirschi
Tripseuxoa kirschi är en fjärilsart som beskrevs av J. Peter Maassen 1890. Tripseuxoa kirschi ingår i släktet Tripseuxoa och familjen nattflyn. Inga underarter finns listade i Catalogue of Life.